# Santa Cruz (Molledo)
Santa Cruz es una localidad española del municipio de Molledo, en Cantabria. Dista 1,5 kilómetros de la capital municipal, Molledo. Santa Cruz se encuentra a 208 metros de altitud. Su población en el año 2024 era de 188 habitantes (INE), que se reparten entre Santa Cruz y el barrio de Murá. También se conoce a esta localidad con el nombre de Santa Cruz de Iguña.
De su patrimonio destaca:
- Casona de Rebolledo y Quijano, del siglo XVIII. Fue reedificada por el capitán de coraceros Manuel de Rebolledo y Quijano en 1709.
- Casona de Obregón, del siglo XVIII.
- Casa del inventor Leonardo Torres Quevedo (1852-1936), que es precisamente el personaje histórico más famoso nacido en esta localidad.
- Iglesia de Santa Cruz de Iguña, del siglo XVI. Tiene una portada plateresca con chambrana y emblemas heráldicos.
- Estación de tren, de 1859, obra del ingeniero Carlos Campuzano.